# باناتسکی سوکولاتس
باناتسکی سوکولاتس (به صربی: Banatski Sokolac) یک روستا در صربستان است که در Plandište municipality واقع شده‌است. باناتسکی سوکولاتس ۳۶۶ نفر جمعیت دارد و ۷۷ متر بالاتر از سطح دریا واقع شده‌است.